# Coppa del mondo di BMX 2009
La Coppa del mondo di BMX 2009, settima edizione della competizione, si svolse tra il 7 maggio ed il 10 ottobre 2009.

## Uomini

### Risultati
| # | Data            | Evento           | Vincitore          | Leader della Cl. mondiale |
| - | --------------- | ---------------- | ------------------ | ------------------------- |
| 1 | 7-8 maggio      | Copenaghen       | Ivo van der Putten | Ivo van der Putten        |
| 2 | 20-21 agosto    | Pietermaritzburg | Sam Willoughby     | Ivo van der Putten        |
| 3 | 18-19 settembre | Chula Vista      | Māris Štrombergs   | Sam Willoughby            |
| 4 | 9-10 ottobre    | Fréjus           | Sam Willoughby     | Sam Willoughby            |

### Classifica generale
| Pos. | Corridore              | Punti |
| ---- | ---------------------- | ----- |
| 1    | Sam Willoughby         | 672   |
| 2    | Ivo van der Putten     | 514   |
| 3    | Donny Robinson         | 479   |
| 4    | Raymon Van der Biezen  | 463   |
| 5    | Rob van den Wildenberg | 393   |
| 6    | Ramiro Marino          | 380   |
| 7    | Quentin Caleyron       | 379   |
| 8    | Martijn Scherpen       | 359   |
| 9    | Māris Štrombergs       | 358   |
| 10   | Nicholas Long          | 350   |

## Donne

### Risultati
| # | Data            | Evento           | Vincitore             | Leader della Cl. mondiale |
| - | --------------- | ---------------- | --------------------- | ------------------------- |
| 1 | 7-8 maggio      | Copenaghen       | Shanaze Reade         | Shanaze Reade             |
| 2 | 20-21 agosto    | Pietermaritzburg | Sarah Walker          | Sarah Walker              |
| 3 | 18-19 settembre | Chula Vista      | Laëtitia Le Corguillé | Laëtitia Le Corguillé     |
| 4 | 9-10 ottobre    | Fréjus           | Laëtitia Le Corguillé | Laëtitia Le Corguillé     |

### Classifica generale
| Pos. | Corridore             | Punti |
| ---- | --------------------- | ----- |
| 1    | Laëtitia Le Corguillé | 679   |
| 2    | Eva Ailloud           | 570   |
| 3    | Arielle Martin        | 463   |
| 4    | Merle van Benthem     | 434   |
| 5    | Mariana Pajón         | 420   |
| 6    | Caroline Buchanan     | 420   |
| 7    | Lauren Reynolds       | 405   |
| 8    | Sarah Walker          | 400   |
| 9    | Alise Post            | 358   |
| 10   | Rachel Bracken        | 343   |